# Propstei Berau

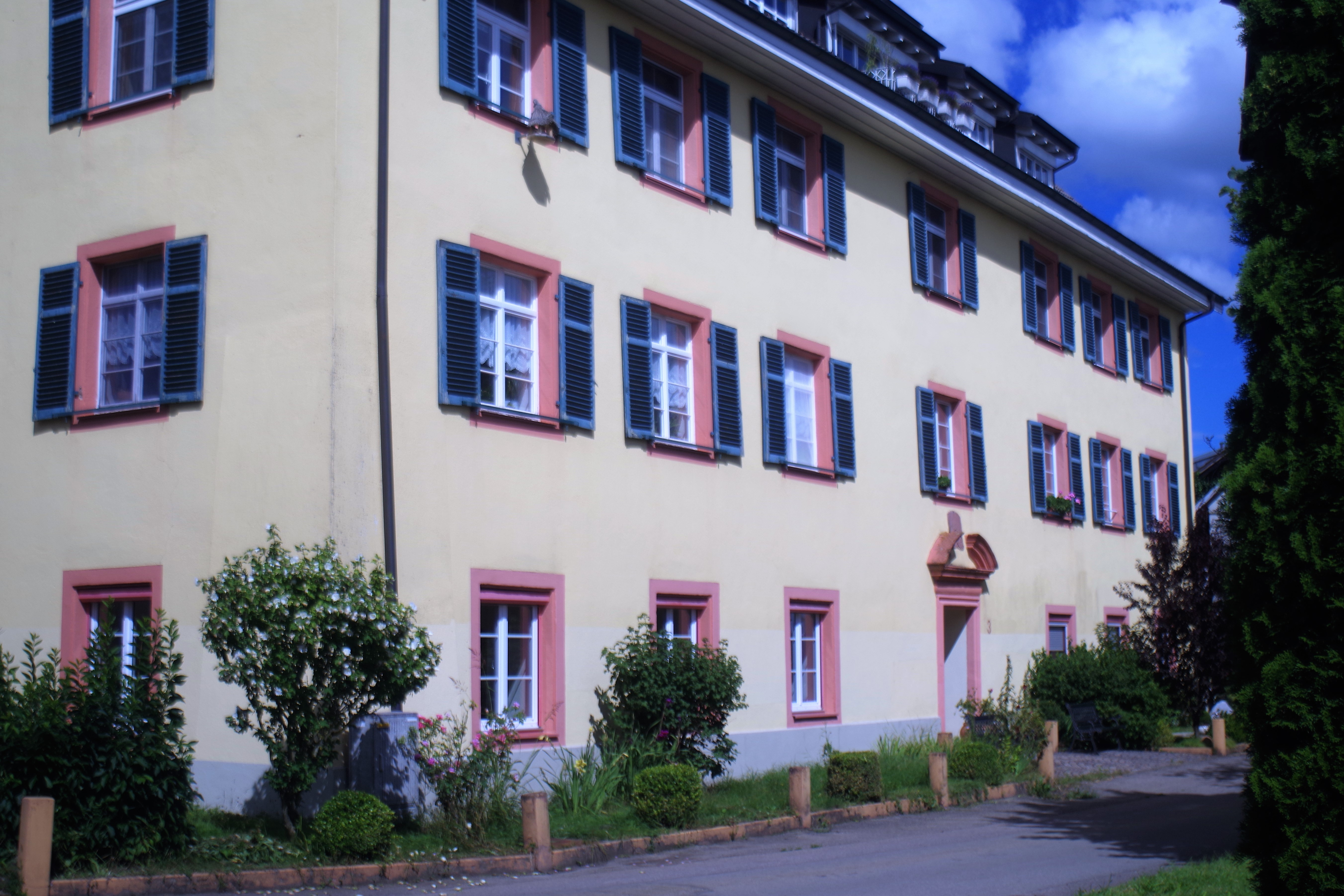
Propstei Berau

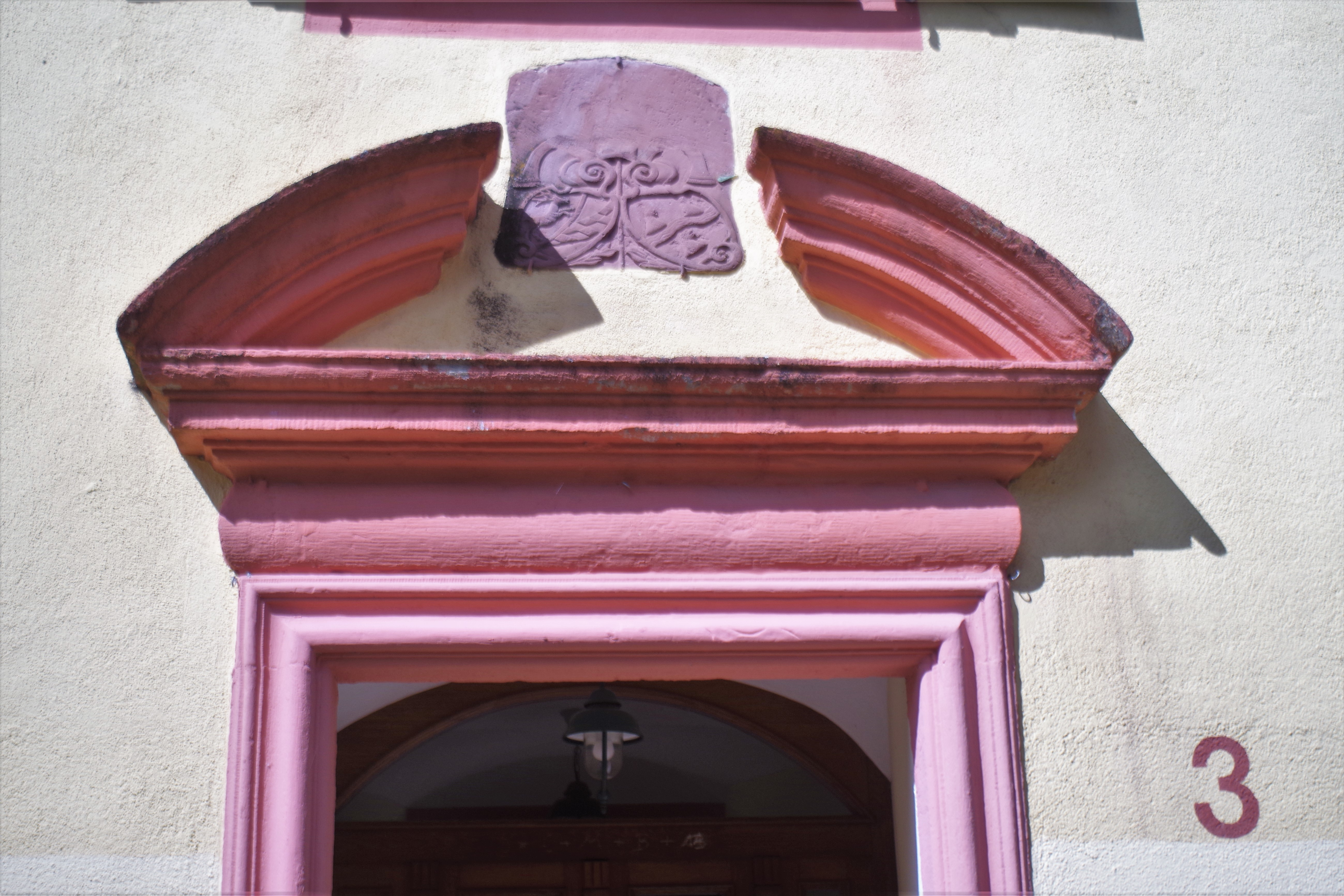
Wappen des Abtes Schächtelin und der Ritter von Berau über dem Eingangsportal

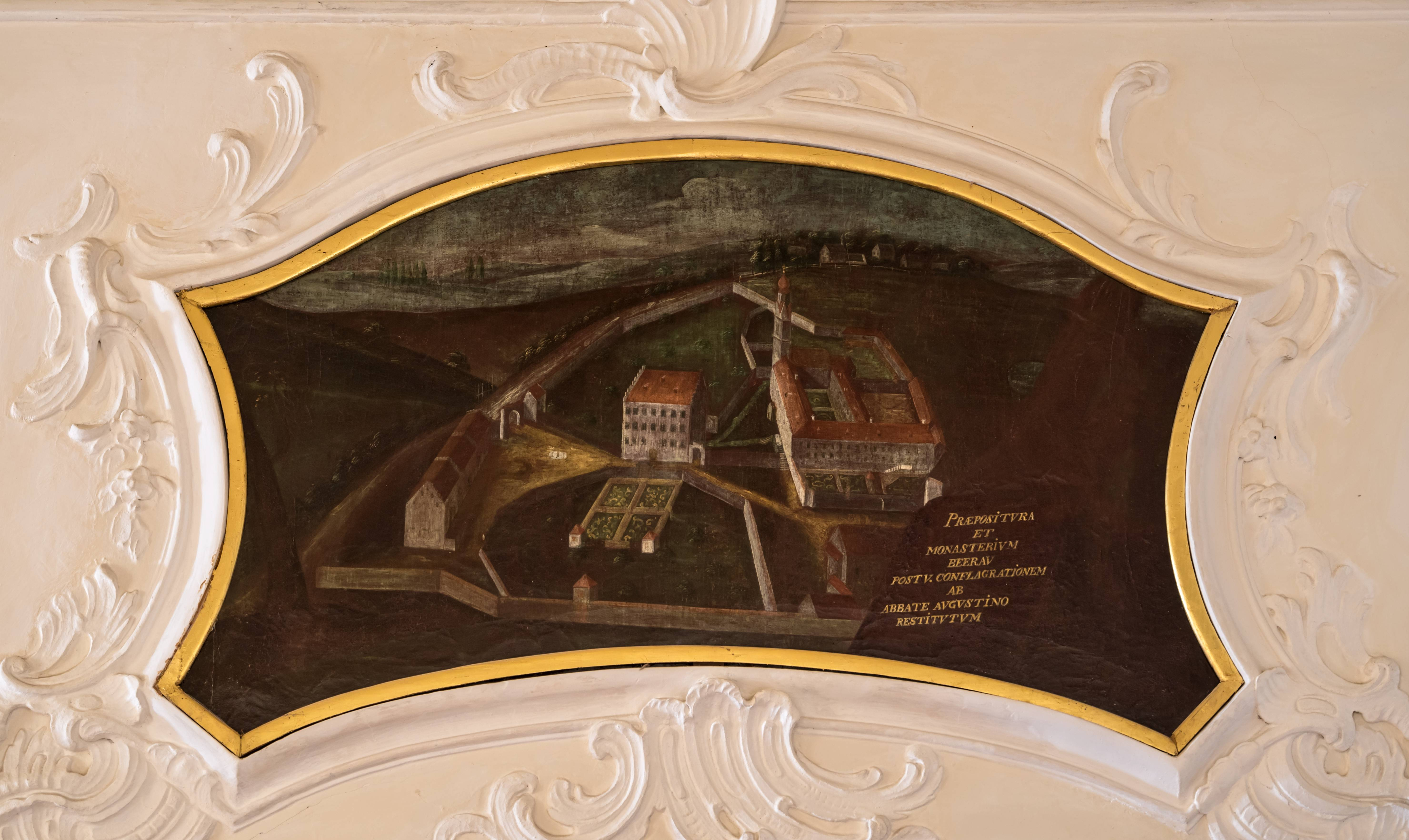
Supraporte im Schloss Bürgeln: Die Propstei (Mitte) und das Kloster (Rechts)

Die Propstei Berau ist ein Festes Haus und war der Sitz der Pröpste des Klosters Berau in der Gemeinde Ühlingen-Birkendorf im Landkreis Waldshut.

## Geschichte
Das Gebäude grenzte an die Mauern des ehemaligen Klosterbezirks. Es wird erstmals genannt im Zusammenhang mit dem Abbruch eines Vorgängergebäudes, ebenfalls ein Festes Haus oder eine kleine Burg vermutlich der Ritter von Berau, welches an dieser Stelle 1597 abgebrochen wurde. Hier entstand dann unter Abt Martin I. des Klosters St. Blasien ein Neubau durch die Maurer Peter und Anton Lorminen. Es hatte ein Meter dicke Mauern und gewölbte Gänge, war mit Zinnen und einem Kupferdach versehen, welches jedoch im Dreißigjährigen Krieg 1643 den Schweden zur Beute wurde. Unter dem Großkeller Mangolt von St. Blasien erfolgte 1602 eine weitere Beschreibung der Anlagen.
Wie das Kloster Berau selbst wurde auch die Propstei oft ein Opfer von Bränden, so 1577, 1666 und 1711. Bereits im Herbst 1711 waren in der Regierungszeit von Abt Augustinus Fink zwei Scheunen wiederhergestellt. Auch das Kloster und die Klosterkirche wurden (obwohl bereits fünfmal abgebrannt) wieder errichtet. Als Architekt gewann man Caspar Moosbrugger.
Das Propsteigebäude wurde vermutlich stets auf den äußerst massiven Grundmauern mit Gewölben jeweils erneuert. Das Gebäude war repräsentativ und verfügte über eine dem Abt von St. Blasien vorbehaltene Abtstube sowie je ein Zimmer für den Dekan, den Propst, den Pfarrvikar, den Pater Beichtvater, den Kapuziner, die Haushälterin, und ein Gelbes und Grünes Gastzimmer sowie ein Zimmer für den Diener. Mägde und Knechte waren in Schlafkammern untergebracht. Der Diener des Propstes trug Livree. In einem Saal hingen Ölgemälde des Papstes und des Kaisers, sowie der Äbte Martin II., Meinrad Troger und Cölestin Vogler. Stuckaturen schuf Johann Stiller und Franz Joseph Vogel. Von 1781 bis 1785 war der Historiker Hugo Schmidfeld Propst.
Das Eingangswappen zeigt neben den drei Bärenköpfen der Ritter von Berau das des Abtes Franz Schächtelin, der auch Propst von Berau war. Der Besitz der Propstei war sehr umfangreich und erforderte einiges Personal, einen Jäger, einen Gärtner, einen Hausmeister und zwei Knechte. Sie wohnten hier bis zur Aufhebung am 4. Juli 1807. Der letzte Abt Berthold Rottler wollte die Propstei noch als Aufenthaltsort übereignet bekommen was jedoch abgelehnt wurde. Die Bediensteten wurden abgefunden, das Inventar und Mobiliar wurde in vier Tagen versteigert. 1813 erwarb ein Landwirt die Propsteigüter mit der Ökonomie. 
1926 war die Propstei noch Pfarrhaus von Berau. Heute ist das Gebäude renoviert und in Wohnungen aufgeteilt.

## Emmerich-Kapelle
Die Kapelle soll einst „bei der ehemaligen Propstei gestanden sein. […] Im Jahre 1657 kam ein Heilkünstler und Alchemist, genannt Philipp Emmerich von Stall aus Sachsen, dessen eigentliche Herkunft aber ein dem Abt von St. Blasien allein bekanntes Geheimnis blieb, nach Berau. Er hatte in Rom 1650 das römisch-katholische Glaubensbekenntnis abgelegt und war in demselben Jahr zu Assisi in den 3. Orden des hl. Franziskus eingetreten. Nachdem er die Priesterweihe erhalten hatte, gab ihm der Bischof von Konstanz die Erlaubnis, auf dem Berge zu Berau eine Einsiedelei zu errichten unter der Aufsicht des Klosterpropstes. Mit einem Tertiarier-Bruder, der ihn bediente, lebte der fromme Einsiedler hier in Gebet und Arbeit. In seinem Laboratorium machte er Versuche, Gold herzustellen. Wohlgepflegt war sein Baumgarten. Für St. Blasien war er ein stiller Berater. Oft war er auf Reisen. In seiner Kapelle sangen die Klosterfrauen das Salve Regina. Im Jahre 1669 soll er gestorben sein. Kapelle und Wohnung wurden später auf Abbruch verkauft. Heute ist jede Spur davon verschwunden.“
Die Einsiedelei wurde nach Breitenfeld veräußert, das angebaute Labor an einen Bauern verkauft. Die Kapelle wurde später abgebrochen, der Tragaltar kam nach Todtnau, wo er 1689 mit der Kirche zerstört wurde. In Berau erinnert eine nach ihm benannte Straße an ihn.